# Миньков, Борис Алексеевич
Бори́с Алексе́евич Минько́в (6 (19) марта 1916, Саконы — 1996, Москва) — советский полярный лётчик.

## Биография
Родился 6 (19) марта 1916 в семье фельдшера в селе Саконы Ардатовской волости Арзамасского уезда Нижегородской губернии (по другим данным — на территории современной Мордовии и лишь в 1929 году переехал с родителями в село Саконы, куда его отец получил назначение на работу). Окончил Саконскую неполную среднюю школу, после чего поступил в авиационное училище лётчиков, которое также успешно окончил. Во время Великой Отечественной войны был лётчиком бомбардировочной авиации, был награждён орденами и медалями. После окончания войны стал полярным лётчиком. В качестве лётчика принимал участие во второй (1956—1958) Советских Антарктических экспедициях в качестве командира самолёта и в шестой Антарктической экспедиции (1960—1962) в качестве командира авиаотряда, проработав в общей сложности три сезона в Антарктиде. В дальнейшем жил в Москве. Скончался в 1996 году.

## Награды
Награждён следующими орденами:
- Орден Отечественной войны I степени
- Орден Отечественной войны II степени
- Орден Октябрьской Революции
- Два ордена Трудового Красного Знамени
- Два ордена «Знак Почёта»